# 百戰天蟲 大混戰
《百戰天蟲 大混戰》（又译作），是由Team17於2020年开发和发布的动作游戏，是百戰天蟲系列外傳产品，该游戏于2020年12月登陸Microsoft Windows、PlayStation 4和PlayStation 5，并于2021年6月登陸任天堂Switch、Xbox One和Xbox Series X/S。